# Stock-Mine 43
Stock-Mine 43 – niemiecka mina przeciwpiechotna z okresu II wojny światowej, znana była także jako Betonmine (dosłownie „mina betonowa”).
Korpus miny wykonany był z cienkiego, kruchego betonu i zazwyczaj miał kształt cylindryczny, osadzony był na krótkim, drewnianym kołku służący do wbijania do ziemi.  Czasami do betonu dokładano niewielkie, metalowe części.